# Beroe gracilis
Beroe gracilis är en kammanetart som beskrevs av Clemens Künne 1939. Beroe gracilis ingår i släktet Beroe, och familjen Beroidae. Det är osäkert om arten förekommer i Sverige. Inga underarter finns listade i Catalogue of Life.